# Биюрганское сельское поселение
Биюрганское се́льское поселе́ние — муниципальное образование в Тукаевском районе Татарстана Российской Федерации.
Административный центр — деревня Биюрган.

## История
Статус и границы сельского поселения установлены Законом Республики Татарстан от 31 января 2005 года № 39-ЗРТ Законом Республики Татарстан от 31 января 2005 года № 42-ЗРТ «Об установлении границ территорий и статусе муниципального образования "Тукаевский муниципальный район" и муниципальных образований в его составе».

## Население
| 2010 | 2011 | 2012 | 2013 | 2014 | 2015 | 2016 |
| ---- | ---- | ---- | ---- | ---- | ---- | ---- |
| 749  | ↗750 | ↘724 | ↘714 | ↘691 | ↘676 | ↘667 |
| 2017 | 2018 |      |      |      |      |      |
| ↘647 | ↘630 |      |      |      |      |      |

## Состав сельского поселения
| № | Населённый пункт | Тип населённого пункта          | Население |
| - | ---------------- | ------------------------------- | --------- |
| 1 | Биюрган          | деревня, административный центр |           |
| 2 | Кулушево         | деревня                         |           |
| 3 | Тавларово        | деревня                         | ↗103      |
| 4 | Туирово          | деревня                         |           |

## Археология
В окрестности деревни Кулушево находятся археологические памятники железного века Кулушевские селища I, II, III (пьяноборская культура). 